# Tapis microbien

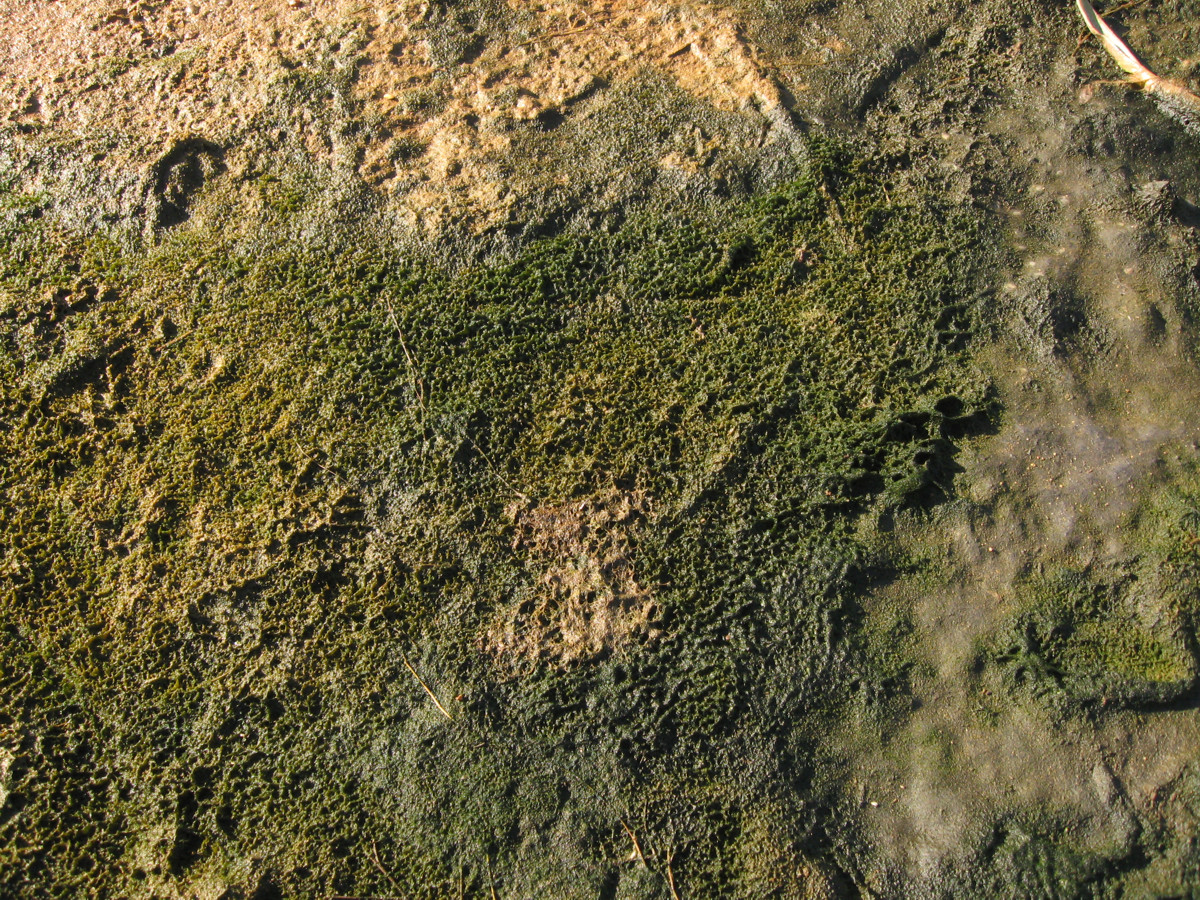
Un tapis d'algues formé par des cyanobactéries, dans lac salé au bord de la mer Blanche.

Un tapis microbien est une pellicule multicouche constituée de micro-organismes, principalement des bactéries et des archées. Il correspond à un biofilm suffisamment épais pour que la cohérence entre les micro-organismes soit très forte et maintenue même lorsqu'on sépare ce tapis de son support d’accrochage. Ces tapis se développent aux interfaces entre différents types de matériaux, principalement sur des surfaces immergées ou humides, bien que quelques-uns survivent dans les déserts. Ils colonisent des environnements dont la température varie de −40 °C à 120 °C. Quelques-uns se trouvent sous forme d'endosymbiontes d'animaux. 
Bien que ne dépassant pas quelques centimètres d'épaisseur au maximum, les tapis microbiens créent un large éventail d'environnements chimiques internes et sont donc généralement constitués de couches de micro-organismes qui peuvent se nourrir ou au moins tolérer les substrats chimiques dominants à leur niveau, et ces micro-organismes sont généralement des espèces étroitement apparentées. En conditions humides, les tapis sont généralement maintenus ensemble par des substances visqueuses sécrétées par les micro-organismes, et dans de nombreux cas, certains des micro-organismes forment des nappes de filaments emmêlés qui rendent le tapis plus dur. Les formes physiques les plus connues sont les tapis plats et les piliers en forme de boules appelés stromatolithes, mais il existe également des formes sphériques. 
Les tapis microbiens constituent la première forme de vie sur Terre pour laquelle il existe de bonnes traces fossiles, à partir de 3500 millions d'années (Ma), et ont été les membres et les gardiens les plus importants des écosystèmes de la planète. À l'origine, ils dépendaient des cheminées hydrothermales pour en tirer de l'énergie et de la "nourriture" chimique, mais le développement de la photosynthèse a permis aux tapis de proliférer en dehors de ces environnements en utilisant une source d'énergie plus largement disponible, à savoir la lumière du soleil. L'étape finale et la plus importante de ce changement d'environnement a été le développement de la photosynthèse productrice d'oxygène, car les principaux apports chimiques pour la réaliser sont le dioxyde de carbone et l'eau. 
En conséquence, les tapis microbiens sont les pionniers de la production de l'atmosphère que nous connaissons aujourd'hui, dans laquelle l'oxygène libre est un composant essentiel. À peu près au même moment, on pense qu'ils ont également été le lieu de naissance d'un type de cellule plus complexe, la cellule eucaryote, qui compose tous les organismes multicellulaires. Les tapis microbiens étaient abondants sur les fonds marins peu profonds jusqu'à la révolution du substrat Cambrien, lorsque les animaux vivant dans les mers peu profondes ont augmenté leurs capacités de fouissage et ont ainsi brisé les surfaces des tapis et laissé l'eau oxygénée pénétrer dans les couches plus profondes, empoisonnant les micro-organismes intolérants à l'oxygène qui y vivaient. Bien que cette révolution ait chassé les tapis microbiens des sols mous des mers peu profondes, ils prospèrent toujours dans de nombreux environnements où le creusage (de la part des organismes) est limité ou impossible, comme les rives et fonds marins rocheux, les lagunes hyper-salines et saumâtres, et se retrouvent sur les sols des océans profonds. 
En raison de la capacité des tapis microbiens à utiliser presque n'importe quoi comme source d'énergie, il existe un intérêt considérable pour les applications industrielles des tapis, en particulier pour le traitement de l'eau et le nettoyage de la pollution. 

## Description

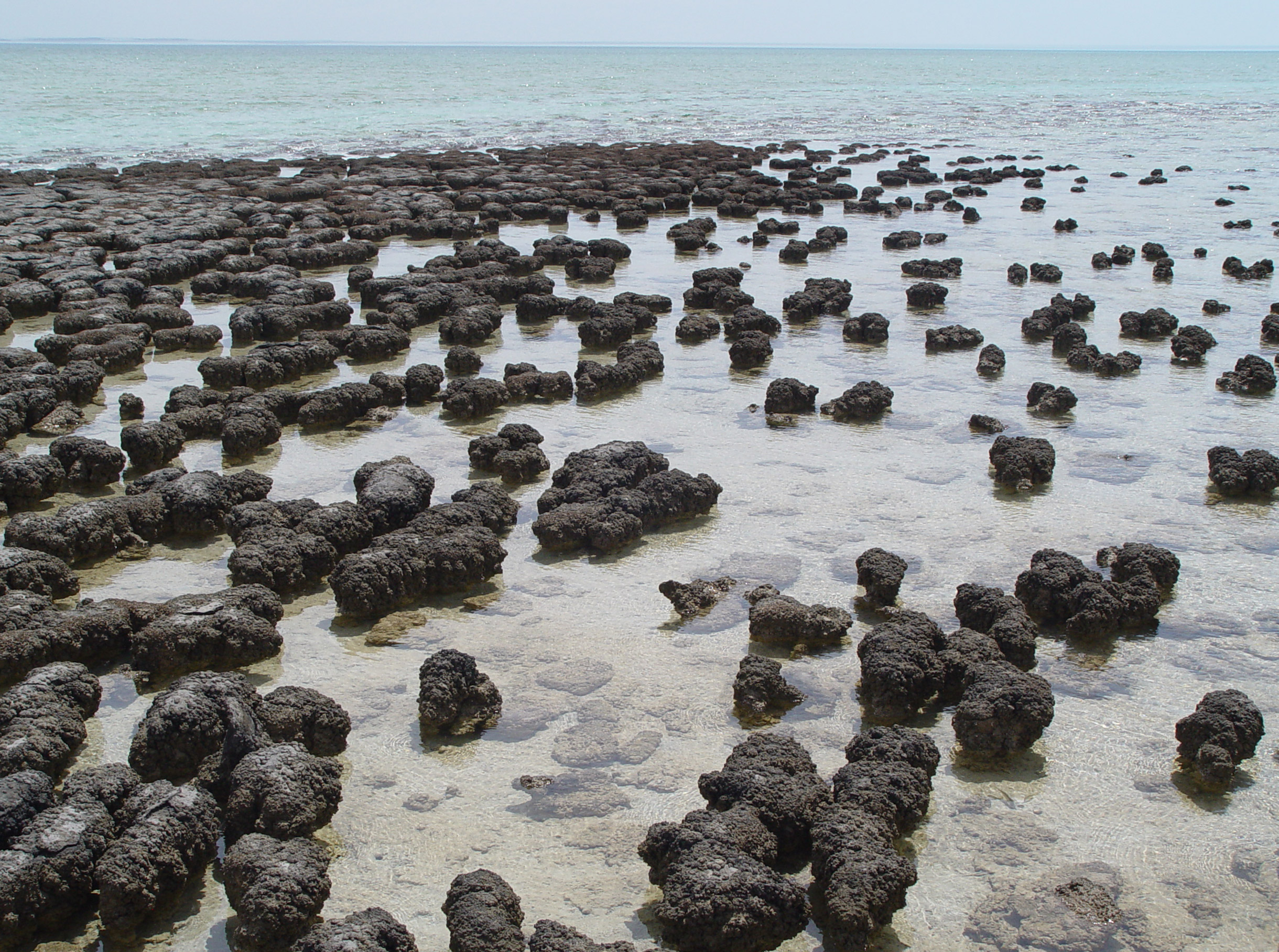
Les stromatolithes sont formés par certains tapis microbiens lorsque les micro-organismes se déplacent lentement vers le haut pour éviter d'être étouffés par les sédiments.

Les tapis microbiens sont également appelés "tapis d'algues" et "tapis bactériens" dans la littérature scientifique plus ancienne. Il s'agit d'un type de biofilm suffisamment gros pour être vu à l'œil nu et suffisamment robuste pour survivre à des contraintes physiques modérées. Ces colonies de bactéries se forment sur les surfaces à de nombreux types d'interface, par exemple entre l'eau et le sédiment ou la roche au fond, entre l'air et la roche ou les sédiments, entre le sol et la roche mère, etc. Ces interfaces forment des gradients chimiques verticaux, c'est-à-dire des variations verticales de la composition chimique, qui rendent différents niveaux adaptés à différents types de bactéries et divisent ainsi les tapis microbiens en couches, qui peuvent être définies avec précision ou peuvent se fondre plus progressivement les unes dans les autres. Une variété de microbes sont capables de transcender les limites de la diffusion en utilisant des "nanofils" pour déplacer les électrons de leurs réactions métaboliques jusqu'à deux centimètres de profondeur dans les sédiments – par exemple, les électrons peuvent être transférés des réactions impliquant du sulfure d'hydrogène plus profondément dans les sédiments vers l'oxygène dans l'eau, qui agit comme un accepteur d'électrons. 
Les types de tapis microbiens les plus connus peuvent être des tapis stratifiés plats, qui se forment sur des surfaces approximativement horizontales, et des stromatolithes, piliers en forme de boule construits lorsque les microbes se déplacent lentement vers le haut pour éviter d'être étouffés par les sédiments déposés sur eux par l'eau. Cependant, il existe également des tapis sphériques, certains à l'extérieur de boulettes de roche ou d'autres matériaux solides, et d'autres à l'intérieur de sphères de sédiments. 

### Structure
Un tapis microbien se compose de plusieurs couches, chacune étant dominée par des types spécifiques de micro-organismes, principalement des bactéries. Bien que la composition des tapis individuels varie en fonction de l'environnement, en règle générale, les sous-produits de chaque groupe de micro-organismes servent de "nourriture" pour les autres groupes. En effet, chaque tapis forme sa propre chaîne alimentaire, avec un ou quelques groupes au sommet de la chaîne alimentaire, car leurs sous-produits ne sont pas consommés par les autres groupes. Différents types de micro-organismes dominent différentes couches en fonction de leur avantage comparatif pour vivre dans cette couche. En d'autres termes, ils vivent dans des positions où ils peuvent surpasser les autres groupes plutôt que là où ils seraient absolument plus à l'aise – les relations écologiques entre les différents groupes étant une combinaison de compétition et de coopération. Étant donné que les capacités métaboliques des bactéries (ce qu'elles peuvent "manger" et quelles conditions elles peuvent tolérer) dépendent généralement de leur phylogénie (c'est-à-dire que les groupes de plus proche parenté ont les métabolismes les plus similaires), les différentes couches d'un tapis sont divisées à la fois par leur différentes contributions métaboliques à la communauté et par leurs relations phylogénétiques. 
Dans un environnement humide où la lumière du soleil est la principale source d'énergie, les couches supérieures sont généralement dominées par des cyanobactéries photosynthétiques aérobies (bactéries bleu-vert dont la couleur provient de leur chlorophylle), tandis que les couches les plus basses sont généralement dominées par des bactéries sulfato-réductrices anaérobies. Parfois, il existe des couches intermédiaires (oxygénées uniquement pendant la journée) habitées par des bactéries anaérobies facultatives. Par exemple, dans des étangs hypersalins près de Guerrero Negro (Mexique), différents types de tapis ont été explorés. On y trouve des tapis avec une couche pourpre moyenne habitée par des bactéries pourpres photosynthétiques. Certains autres tapis ont une couche blanche habitée par des bactéries chimiotrophiques oxydant le sulfure, et en-dessous une couche vert olive habitée par des bactéries vertes sulfureuses photosynthétiques et des bactéries hétérotrophes. Cependant, cette structure de couche n'est pas immuable au cours de la journée : certaines espèces de cyanobactéries migrent vers des couches plus profondes le matin, et remontent le soir, pour éviter une lumière solaire intensive et le rayonnement UV à la mi-journée . 
Les tapis microbiens sont généralement maintenus ensemble et liés à leurs substrats par des substances polymères extracellulaires visqueuses qu'ils sécrètent. Dans de nombreux cas, certaines bactéries forment des filaments (fils), qui s'emmêlent et augmentent ainsi la résistance structurale des colonies, surtout si les filaments ont des gaines (revêtements extérieurs solides). 
Cette combinaison de boue et de fils emmêlés attire d'autres micro-organismes qui font partie de la communauté des tapis, par exemple des protozoaires, dont certains se nourrissent des bactéries formant les tapis, et des diatomées, qui scellent souvent les surfaces des tapis microbiens immergés avec une fine couche de revêtement ressemblant à du parchemin. 
Les tapis microbiens marins peuvent atteindre quelques centimètres d'épaisseur, dont seuls les quelques premiers millimètres sont oxygénés. 

### Types d'environnements colonisés
Les tapis microbiens sous-marins ont été décrits comme des pellicules qui vivent en exploitant et en modifiant dans une certaine mesure les gradients chimiques locaux, c'est-à-dire les variations de la composition chimique de leur environnement. Des biofilms plus minces et moins complexes vivent dans de nombreux environnements sub-aériens, par exemple sur des roches, sur des particules minérales telles que le sable et dans le sol. Ils doivent survivre pendant de longues périodes sans eau liquide, souvent à l'état de dormance. Les tapis microbiens qui vivent dans les zones de marée, tels que ceux trouvés dans le marais salant de Sippewissett, contiennent souvent une grande proportion de micro-organismes de ce type qui peuvent survivre plusieurs heures sans eau. 
On trouve des tapis microbiens et des types de biofilm moins complexes à des températures de −40 °C à +120 °C, car les variations de pression affectent les températures auxquelles l'eau reste liquide. 
On les trouve même sous forme d'endosymbiontes chez certains animaux, par exemple dans les entrailles postérieures de certains échinoïdes. 

### Importance écologique et géologique

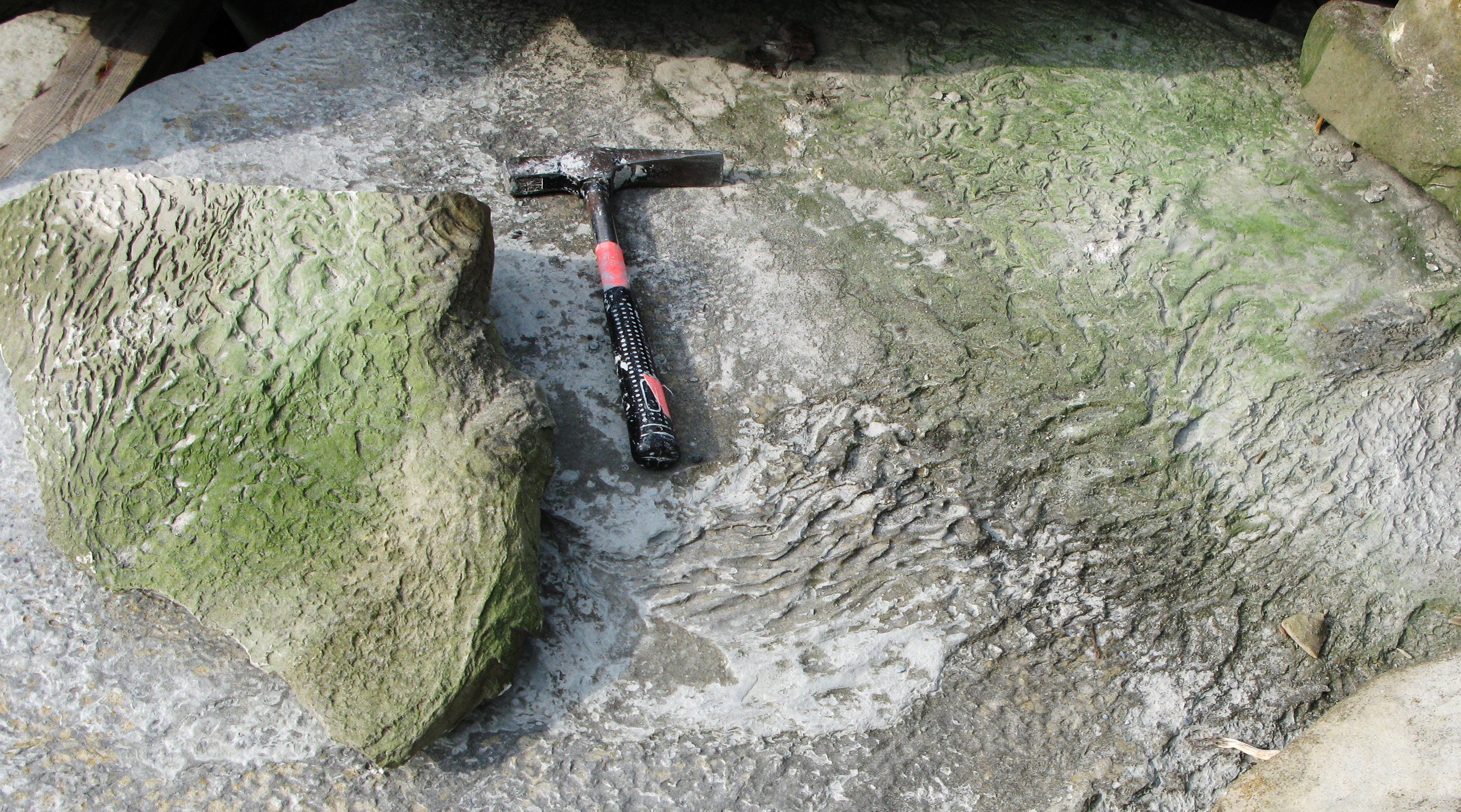
Des structures sédimentaires ridées de type Kinneyia se sont formées sous des tapis microbiens cohésifs dans les zones péritidales. L'image montre l'emplacement, dans les lits de Burgsvik en Suède, où une telle texture a été identifiée pour la première fois comme preuve qu'elle provenait d'un tapis microbien.

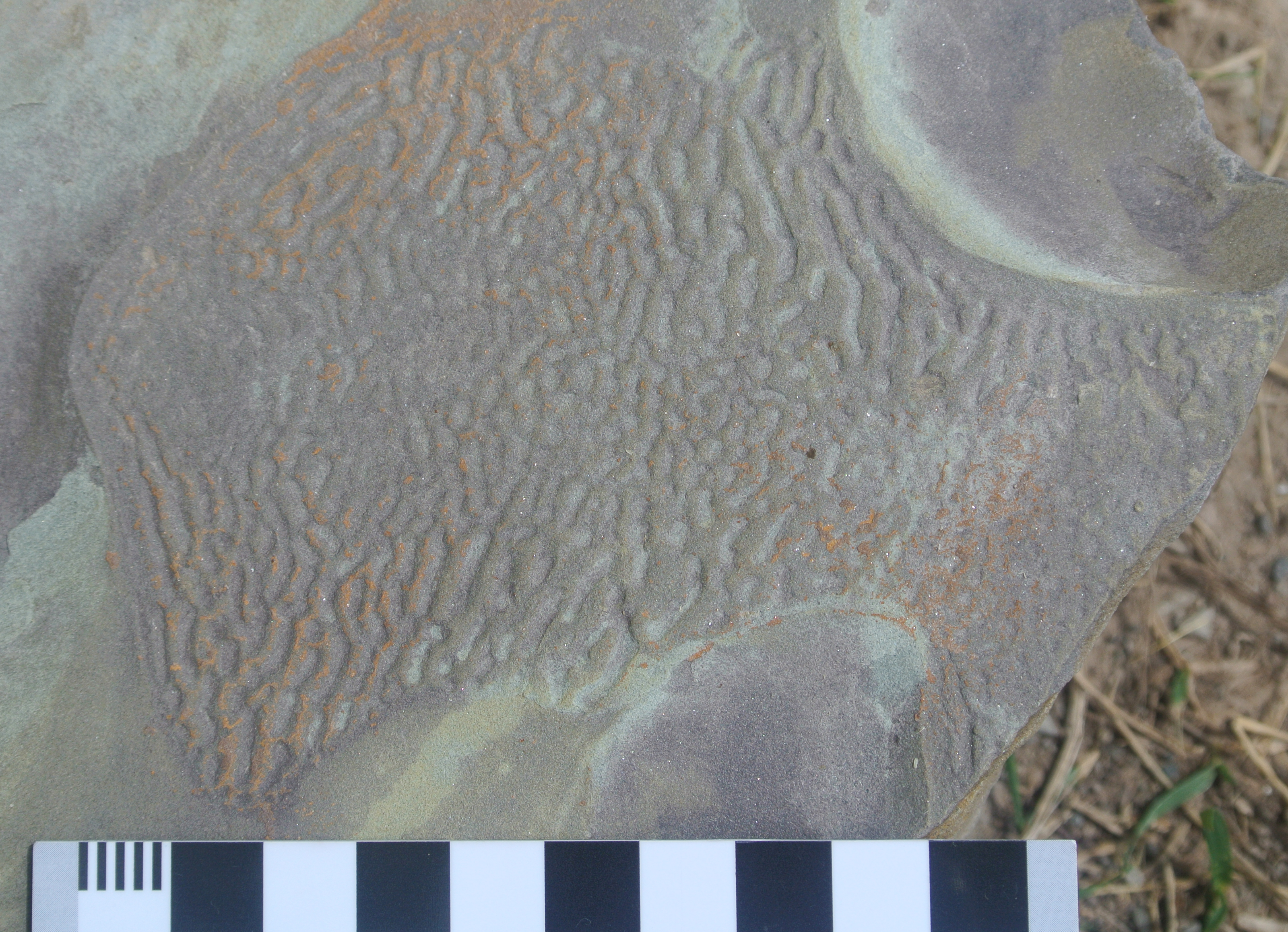
Structure de type Kinneyia dans la formation de Grimsby (Silurien) exposée dans les gorges du Niagara, État de New York.

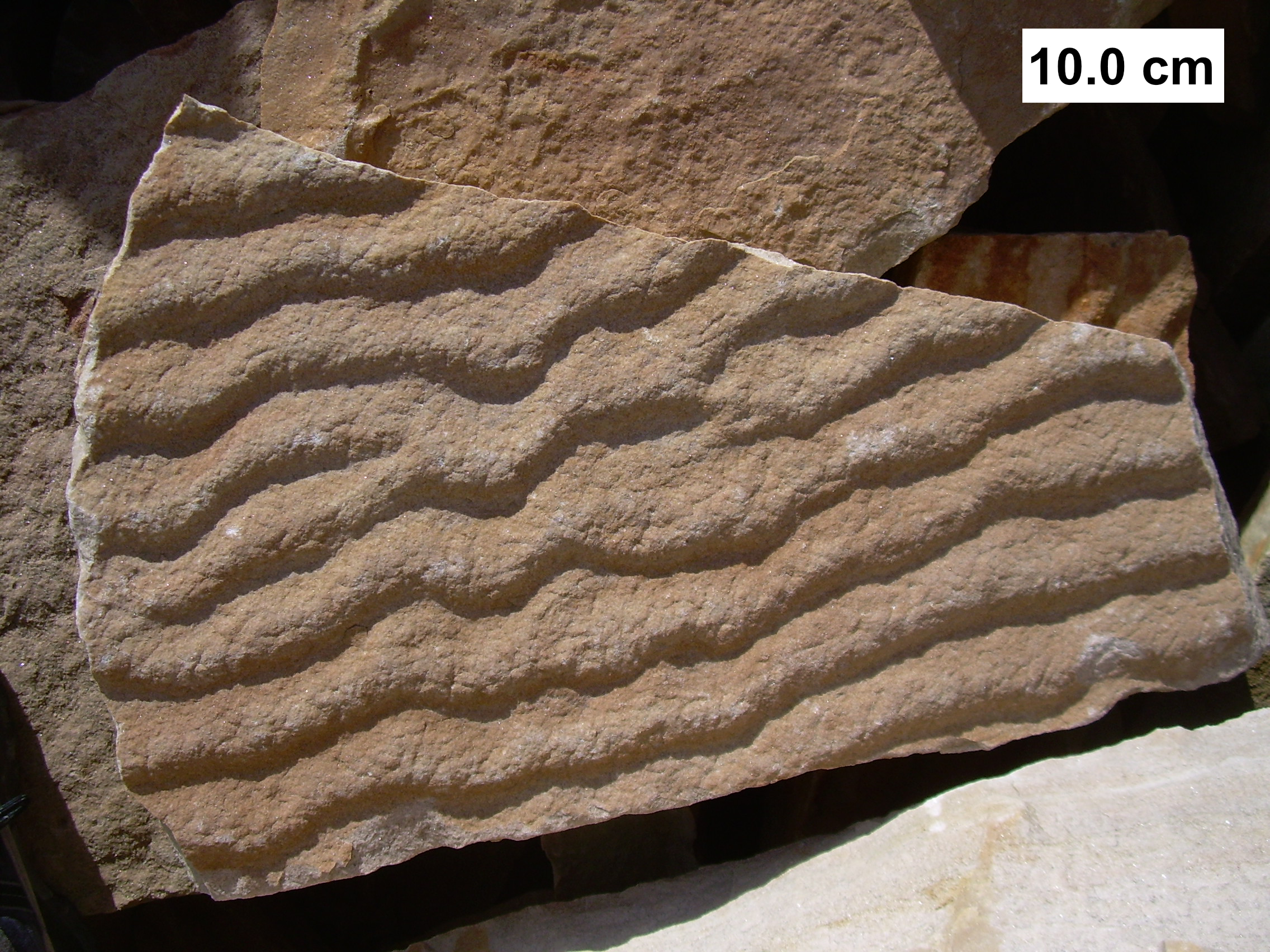
Tapis microbien de type boursouflé sur la surface marquée par ondulation d'un plat de marée cambrien à Blackberry Hill, Wisconsin.

Les tapis microbiens utilisent tous les types de métabolisme et de stratégie d'alimentation qui sont apparus au cours de l'évolution de la vie sur Terre : la photosynthèse anoxygénique et oxygénique ; la chimiotrophie anaérobie et aérobie (en utilisant des substrats chimiques plutôt que le soleil comme source d'énergie) ; la respiration et la fermentation organiques et inorganiques (c'est-à-dire conversion des aliments en énergie avec et sans utilisation d'oxygène dans le processus) ; l'autotrophie (production d'aliments à partir de composés inorganiques) et l'hétérotrophie (production d'aliments uniquement à partir de composés organiques, par une combinaison de prédation et de détritivité). 
La plupart des roches sédimentaires et des gisements de minerai se sont développés par une accumulation semblable à celle qui forme les récifs plutôt que par une "chute" hors de l'eau, et cette accumulation a été au moins influencée et peut-être parfois causée par les actions des micro-organismes. Les stromatolithes, les biohermes (dômes ou colonnes similaires en interne aux stromatolithes) et les biostromes (couches distinctes de sédiments) font partie de ces accumulations influencées par les microbes. D'autres types de tapis microbiens ont créé des textures ridées de type "peau d'éléphant" dans les sédiments marins, bien qu'il ait fallu de nombreuses années avant que ces textures ne soient reconnues comme des traces fossiles de tapis microbiens. Les tapis microbiens ont augmenté la concentration de métal dans de nombreux gisements de minerais, et sans cela, il ne serait pas possible de les exploiter ; c'est le cas du fer (minerais sulfurés et oxydés), de l'uranium, du cuivre, de l'argent et de l'or. 

## Rôle dans l'histoire de la vie

### Premiers tapis
Les tapis microbiens sont parmi les plus anciennes des preuves factuelles de la vie, comme les structures sédimentaires induites par voie microbienne (MISS en anglais) formés il y a 3480 Ma qui ont été trouvées dans l'ouest de l'Australie,,. À une époque aussi reculée, la structure des tapis est pourtant déjà similaire à celle des tapis actuels qui n'incluent pas de bactéries photosynthétiques. Il est même possible que des tapis non photosynthétiques soient présents dès 4000 Ma. Si c'est le cas, leur source d'énergie serait provenue des cheminées hydrothermales (sources chaudes à haute pression qu'on trouve autour des volcans submergés), et la séparation évolutive entre les bactéries et les archées pourrait également s'être produite à cette époque. 
Les premiers tapis étaient probablement de petits biofilms d'une seule espèce de chimiotrophes qui s'appuyaient sur des cheminées hydrothermales pour fournir à la fois de l'énergie et des "aliments" chimiques. En peu de temps (à l'échelle géologique), l'accumulation de micro-organismes morts aurait créé une niche écologique pour piéger les hétérotrophes, peut-être des organismes méthanogènes et sulfato-réducteurs, qui auraient formé de nouvelles couches dans les tapis et enrichi leur approvisionnement en produits produits chimiques biologiquement utiles. 

### Photosynthèse
On pense généralement que la photosynthèse, qui permet de générer biologiquement de l'énergie à partir de lumière, est évolutivement apparue peu après 3000 Ma (3 milliards d'années). Cependant, une analyse isotopique suggère que la photosynthèse oxygénique peut avoir été répandue de façon globale dès 3500 Ma. Un chercheur étudiant la vie terrestre la plus ancienne du nom de William Schopf a fait valoir que, si l'on ne connaissait pas leur âge, on attribuerait certains des organismes fossiles composant les stromatolithes australiens datés de 3500 Ma à des cyanobactéries, qui sont des photosynthétiseurs producteurs d'oxygène. Il existe plusieurs types de réactions photosynthétiques, et l'analyse de l'ADN bactérien indique que la photosynthèse est apparue pour la première fois chez bactéries pourpres anoxygéniques, tandis que la photosynthèse oxygénique observée chez les cyanobactéries et beaucoup plus tard chez les plantes a été la dernière à apparaître dans l'évolution. 
La première photosynthèse peut avoir été alimentée par la lumière infrarouge, en utilisant des versions modifiées de pigments dont la fonction d'origine était de détecter les émissions de chaleur infrarouge des cheminées hydrothermales. Le développement de la génération d'énergie par la photosynthèse a permis aux micro-organismes de coloniser d'abord des zones plus larges autour des cheminées, puis d'utiliser la lumière solaire comme source d'énergie. Les cheminées hydrothermales se sont alors limitées à fournir des métaux réduits dans les océans dans leur ensemble plutôt que d'être les principaux piliers de la vie dans des endroits spécifiques. Des charognards hétérotrophes auraient accompagné les photosynthétiseurs dans leur migration hors du "ghetto hydrothermal". 
L'évolution des bactéries pourpres, qui ne produisent ni n'utilisent d'oxygène mais peuvent le tolérer, ont permis aux tapis de coloniser des zones qui avaient localement des concentrations relativement élevées d'oxygène, toxique pour les organismes qui n'y sont pas adaptés. Les tapis microbiens auraient été séparés en couches oxydées et réduites, et cette spécialisation aurait augmenté leur productivité. Il peut être possible de confirmer ce modèle en analysant les rapports isotopiques du carbone et du soufre dans les sédiments déposés en eau peu profonde. 
La dernière étape majeure de l'évolution des tapis microbiens a été l'apparition de cyanobactéries, qui à la fois produisent et utilisent de l'oxygène. Cela a donné aux tapis sous-marins leur structure moderne typique : une couche supérieure riche en oxygène formées de cyanobactéries sous laquelle on trouve une couche de bactéries pourpres photosynthétiques qui pourraient tolérer l'oxygène, et enfin des couches inférieures sans oxygène et dominées par du H2S issu de "charognards" hétérotrophes, principalement des organismes méthanogènes et sulfato-réducteurs. 
On estime que l'apparition de la photosynthèse oxygénique a augmenté la productivité biologique d'un facteur compris entre 100 et 1000. Toutes les réactions photosynthétiques nécessitent un agent réducteur, mais la particularité de la photosynthèse oxygénée est qu'elle utilise l'eau comme agent réducteur, et l'eau est beaucoup plus abondante que les agents réducteurs produits géologiquement dont dépendait la photosynthèse auparavant. L'augmentation résultante des populations de bactéries photosynthétiques dans les couches supérieures des tapis microbiens aurait provoqué des augmentations de population correspondantes parmi les micro-organismes chimiotrophes et hétérotrophes qui habitaient les couches inférieures et qui se nourrissaient respectivement des sous-produits des photosynthétiseurs ainsi que des cadavres et/ou des corps vivants des autres organismes du tapis microbien. Ces augmentations auraient fait des tapis microbiens les écosystèmes dominants de la planète. À partir de ce moment, la vie elle-même a produit beaucoup plus de ressources dont elle avait besoin que les processus géochimiques. 
La photosynthèse oxygénique dans les tapis microbiens aurait également augmenté la teneur en oxygène libre de l'atmosphère terrestre, à la fois directement en émettant de l'oxygène et parce que les tapis ont émis de l'hydrogène moléculaire (H2), dont une partie se serait échappée de l'atmosphère terrestre avant de pouvoir combiner avec de l'oxygène libre pour former plus d'eau. Les tapis microbiens ont ainsi joué un rôle majeur dans l'évolution des organismes qui pouvaient d'abord tolérer l'oxygène libre puis l'utiliser comme source d'énergie. L'oxygène est toxique pour les organismes qui n'y sont pas adaptés, mais augmente considérablement l'efficacité métabolique des organismes adaptés à l'oxygène ; par exemple, la fermentation anaérobie produit un rendement net de deux molécules d'ATP (le "carburant" interne des cellules) par molécule de glucose consommée, tandis que la respiration aérobie produit un rendement net de 36. L'oxygénation de l'atmosphère était une condition préalable à l'évolution du type de cellule eucaryote plus complexe, à partir duquel tous les organismes multicellulaires sont construits. 
Les cyanobactéries possèdent les "boîtes à outils" biochimiques les plus complètes de tous les organismes formant des tapis microbiens : les mécanismes de photosynthèse des bactéries vertes et pourpres, la production d'oxygène, et le cycle de Calvin, qui convertit le dioxyde de carbone et l'eau en glucides et en sucres. Il est probable qu'elles ont acquis un grand nombre de ces sous-systèmes à partir des organismes des tapis existants par une combinaison de transfert horizontal de gènes et d'endosymbiose suivie d'une fusion. Quelles que soient les causes, les cyanobactéries sont les organismes des tapis microbiens les plus autosuffisants et étaient bien adaptées pour frapper un grand coup toutes seules à la fois via les tapis flottants et comme premiers organismes composant le phytoplancton, qui constitue la base de la plupart des chaînes alimentaires marines. 

### Origine des eucaryotes
Le moment auquel les eucaryotes sont apparus pour la première fois est encore incertain : il existe des preuves raisonnables que les fossiles datés entre 1600 Ma et 2100 Ma apparitiennent à des eucaryotes, mais la présence de stéranes dans les schistes d'Australie pourrait indiquer que les eucaryotes étaient déjà présents il y a 2700 Ma. Il y a toujours un débat en cours sur les origines des eucaryotes, et de nombreuses théories se concentrent sur l'idée qu'une bactérie est d'abord devenue l'endosymbionte d'un archée anaérobe, puis a fusionné avec pour devenir un seul organisme. Si une telle endosymbiose constituerait un facteur important, les tapis microbiens l'auraient encouragé. Il existe deux variantes possibles de ce scénario : 
1. La frontière entre les zones oxygénées et sans oxygène d'un tapis se serait déplacée vers le haut lorsque la photosynthèse s'était arrêtée la nuit et aurait reculé lorsque la photosynthèse aurait repris après le lever du soleil suivant. La symbiose entre des organismes aérobies et anaérobies indépendants aurait permis à la fois de vivre confortablement dans la zone soumise aux "marées" d'oxygène, et l'endosymbiose ultérieure aurait rendu ces partenariats plus mobiles[14].
2. Le partenariat initial peut avoir été entre des archées anaérobies qui nécessitaient de l'hydrogène moléculaire (H2) et des bactéries hétérotrophes qui le produisaient et pouvaient vivre avec et sans oxygène[23].

### Vie hors de l'eau
Des tapis microbiens d'environ 1200 Ma constituent la première preuve de la vie sur la terre ferme. 

### Les "animaux" multicellulaires les plus anciens
La faune de l'Édiacarien est la preuve la plus ancienne et la plus largement acceptée de l'existence d'organismes multicellulaires. La plupart des strates d'Édiacarien avec une texture de type "peau d'éléphant", caractéristique des tapis microbiens, contiennent des fossiles, et les fossiles d'Édiacarien sont rarement trouvés dans des strates qui ne contiennent pas ces tapis microbiens. Adolf Seilacher a classé ces "animaux" en plusieurs catégories :  
- les "incrusteurs de tapis", qui étaient attachés en permanence au tapis ;
- les "gratteurs de tapis", qui effleuraient la surface du tapis sans le détruire ;
- les "collants de tapis", se nourrissant de matière en suspension, partiellement intégrés au tapis ;
- les "mineurs sous-tapis", qui s'enfouissaient sous le tapis et se nourrissaient de matière en décomposition.

### Révolution du substrat cambrien
Au début du Cambrien, cependant, les organismes ont commencé à creuser verticalement pour se protéger ou se nourrir, brisant les tapis microbiens et permettant ainsi à l'eau et à l'oxygène de pénétrer à une distance considérable sous la surface et de tuer les micro-organismes intolérants à l'oxygène dans les couches inférieures. En raison de cette révolution du substrat Cambrien, les tapis microbiens marins sont confinés dans des environnements dans lesquels le fouissage est inexistant ou négligeable : ce sont des environnements très extrêmes, tels que :  
- les lagunes hypersalines ou les estuaires saumâtres, qui sont inhabitables pour les organismes fouisseurs qui ont brisé les tapis[27] ;
- les "sols" rocheux que les fouisseurs ne peuvent pas pénétrer[28] ;
- les profondeurs des océans, où l'activité de fouissage est aujourd'hui à un niveau similaire à celui des mers côtières peu profondes avant la révolution du substrat Cambrien.

### Statut actuel
Bien que la révolution du substrat Cambrien ait ouvert de nouvelles niches pour les animaux, elle n'a pas été catastrophique pour les tapis microbiens, bien qu'elle ait considérablement réduit leur étendue. 

## Comment les tapis microbiens aident les paléontologues
La plupart des fossiles ne conservent que les parties dures des organismes, par exemple les coquilles. Les rares cas où les fossiles à corps mou sont préservés (les restes d'organismes à corps mou et aussi des parties molles d'organismes pour lesquels seules des parties dures telles que des coquilles sont généralement trouvées) sont extrêmement précieux car ils fournissent des informations sur des organismes qui ne sont presque jamais fossilisés et beaucoup plus d'informations que celles qu'on peut tirer des organismes dont seules les parties dures sont généralement conservées. Les tapis microbiens aident à préserver les fossiles à corps mou en : 
- capturant des cadavres sur les surfaces collantes des tapis et les empêchant ainsi de flotter ou de s'éloigner[29] ;
- les protégeant physiquement contre la prédation par les charognards et la destruction par les fouisseurs, et en protégeant les sédiments fossiles de l'érosion ; par exemple, la vitesse du courant d'eau nécessaire pour éroder les sédiments liés par un tapis est 20 à 30 fois supérieure à la vitesse requise pour éroder un sédiment nu ;
- prévenant ou réduisant la pourriture en filtrant physiquement les restes des bactéries causant la décomposition et en créant des conditions chimiques hostiles à ces bactéries ;
- préservant les pistes et les terriers en les protégeant de l'érosion. De nombreux fossiles traces sont bien antérieurs aux fossiles corporels des animaux qui auraient été capables de les fabriquer, et améliorent ainsi les estimations faites par les paléontologues de la date d'apparition des animaux possédant ces capacités[30].

## Usages industriels
La capacité des communautés de tapis microbiens à utiliser une vaste gamme de substrats a récemment suscité un intérêt pour des applications industrielles. On a effectué des essais pour purifier l'eau par des tapis microbiens, à la fois pour un usage humain et en pisciculture,, ainsi qu'étudié leur potentiel pour nettoyer les déversements d'hydrocarbures. En raison du potentiel commercial croissant, il y a eu des demandes et des concessions de brevets concernant la culture, l'installation et l'utilisation de tapis microbiens, principalement pour nettoyer les polluants et les déchets.